# Freelensing
 (juin 2015).
Si vous disposez d'ouvrages ou d'articles de référence ou si vous connaissez des sites web de qualité traitant du thème abordé ici, merci de compléter l'article en donnant les références utiles à sa vérifiabilité et en les liant à la section « Notes et références ».

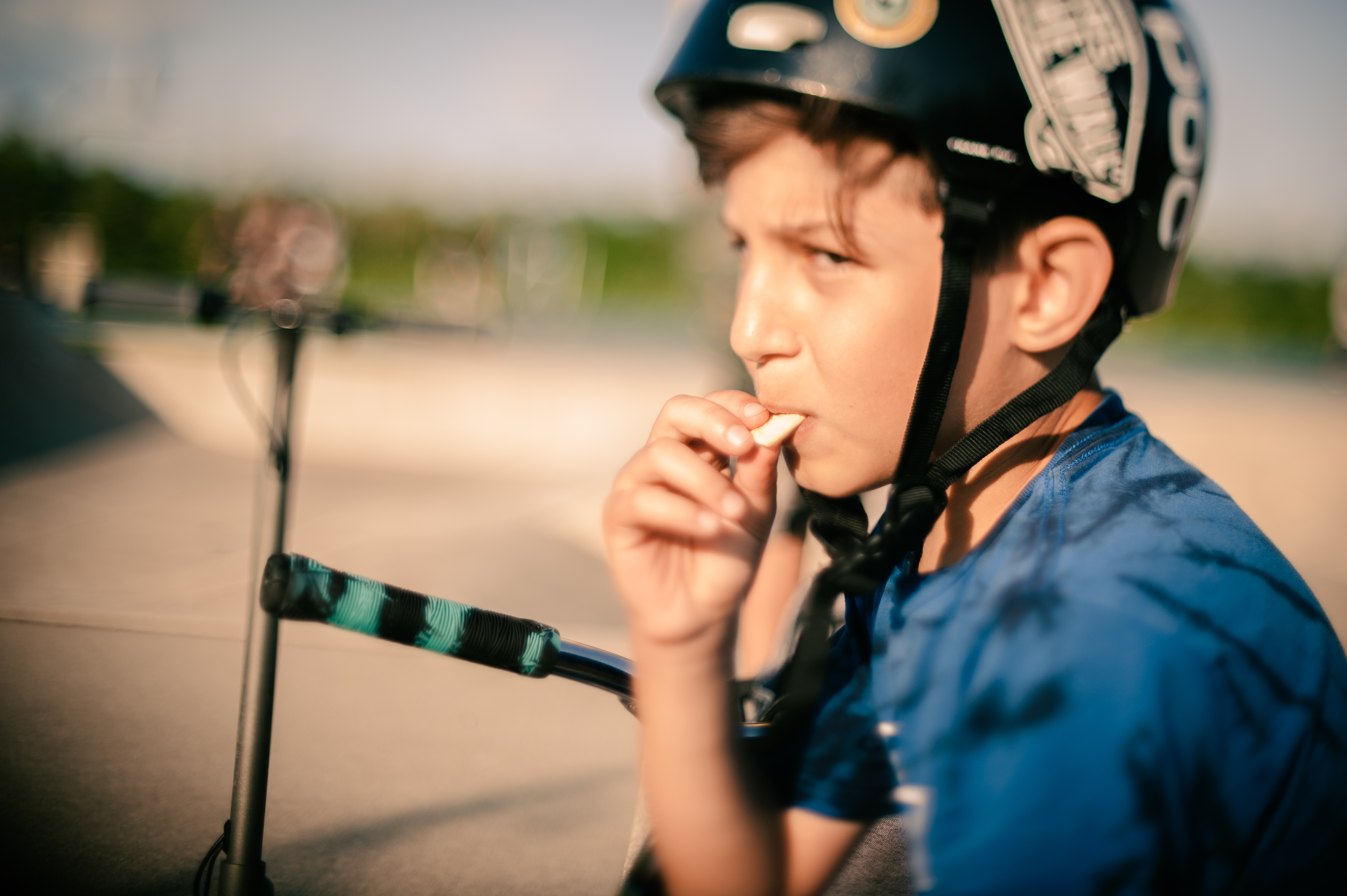
A freelensed photo of a boy eating a saltine cracker. Nikon D700

Le freelensing est une technique en photographie, possible avec les appareils photos disposant d'objectifs interchangeables.

## Principe
La technique du freelensing est utilisable avec tous les appareils photos dont on peut changer l'objectif ou le détacher du boîtier, que cet appareil soit numérique ou argentique. 
L'objectif est retiré du boîtier et maintenu manuellement devant son emplacement pendant la prise de vue. Ceci permet de décaler et/ou d'incliner l'objectif par rapport à sa position standard et d'obtenir un effet similaire à celui d'un objectif à bascule et décentrement pour l'architecture, ou d'un objectif créatif de type Lensbaby. Cependant le résultat sera légèrement dégradé par rapport à l'utilisation d'un objectif du commerce. 
La mise au point sélective, les éventuelles distorsions et les entrées de lumière parasite engendrées par cette technique contribuent à créer des images irréalistes. 
Du fait de l'allongement du tirage de l'objectif, cette technique est particulièrement adaptée aux sujets photographiés de près ou en macrophotographie. Dans ce dernier contexte, il est souvent efficace de tenir l'objectif à l'envers pour le plaquer contre le boîtier, afin de bénéficier d'un meilleur grandissement, améliorer la stabilité et limiter la lumière parasite. 
Lorsqu'on utilise la technique du freelensing, on ne bénéficie évidemment plus d'aucune transmission d'informations ou de commandes entre l'objectif et le boîtier. La plupart des réglages doivent donc être faits manuellement, ainsi que la fermeture du diaphragme de l'objectif avant le déclenchement. 
Il n'est pas nécessaire que l'objectif utilisé soit compatible avec le boîtier : l'objectif étant tenu à la main au lieu d'être monté sur le boîtier, il est possible d'expérimenter n'importe quelle optique sans se soucier du type de monture (judas optique, objectif de chambre photographique ancienne, etc.) 
Cependant, si la distance focale du groupe optique est plus courte que l'épaisseur du boîtier, on ne pourra faire que des photos de près, et jamais faire la netteté sur les lointains. À l'inverse, si la focale est trop longue, il faudra tenir l'objectif relativement loin du boîtier, ce qui causera une importante entrée de lumière parasite vers le film ou le capteur. 
L'entrée de lumière parasite peut être contrôlée en bouchant plus ou moins l'espace entre le boîtier et l'objectif, au moyen d'un bricolage léger (bague de carton, ou de mousse plus ou moins épaisse, à intercaler entre l'objectif et le boîtier, etc.) 
En jouant avec les flous et les fuites de lumière, il est possible d'obtenir, même avec des appareils coûteux, des images de mauvaise qualité technique évoquant les appareils jetables ou rudimentaires, de type Holga, toy-camera, etc. 
La maîtrise de ce procédé est facilitée par l'utilisation d'un appareil numérique avec écran, ou d'un boîtier argentique à viseur reflex, afin de voir le rendu de l'image avant le déclenchement en fonction des réglages et du positionnement précis de l'optique. Sans prévisualisation, le rendu de la photo sera aléatoire, voire inutilisable dans la plupart des cas. 
Dès que l'objectif est retiré du boîtier, ce dernier court le risque d'entrée de poussières, qui pourront se déposer sur le film ou le capteur. Il est donc prudent d'éviter les endroits poussiéreux ou ventés (plage...) et de refixer l'objectif ou un bouchon de boîtier dès que la prise de vues est terminée. Un usage fréquent d'un pinceau soufflant ou autre dispositif de nettoyage est recommandé. 